# Bryophilina blandula
Bryophilina blandula là một loài bướm đêm trong họ Noctuidae.